# Боград, Яков Ефимович
Я́ков Ефи́мович (Ха́имович) Богра́д (26 февраля (10 марта) 1878, Одесса — 10 мая 1919, Красноярск) — российский революционер, участник Гражданской войны.

## Биография
Племянник (по другим данным двоюродный брат) Розы Марковны Боград-Плехановой (1856—1949), жены Г. В. Плеханова. Родился в Одессе 26 февраля (по старому стилю) 1878 года в семье херсонского мещанина Хаима Шмулевича (Ефима Самойловича) Бограда (1853—?) и дочери купца второй гильдии Рухли Янкелевны (Розалии Яковлевны) Менделевич (1853—1901). Отец впоследствии стал купцом 2-й гильдии, владел хлебной конторой в доме Файнштейна на Ремесленной улице.
Учился в Одесской 2-й прогимназии (1886—1891). Окончил Ришельевскую гимназию (1895). Участник революционного движения с 1894 года, примкнул к Одесскому кружку Окольского, арестован 12 июля 1895 года. 7 января 1897 года вторично арестован по делу «Южно-Русского рабочего союза», но освобождён после дознания; затем вновь арестован 3 декабря того же года и находился под надзором полиции в Кишинёве. 5 марта 1900 года в Кишинёве заключил брак с Анеттой Рувиновной (Рувимовной) Корнблюм (1876—?), дочерью одесского купца и выпускницей частной гимназии Водинской, также до 18 февраля 1900 года находившейся под негласным надзором.
В 1900 году поступил на медицинский факультете Бернского университета, но оставил учёбу. Во время первой русской революции 1905 года занимался пропагандой среди портовых грузчиков и моряков, на тайном общегубернском крестьянском съезде в конце 1905 года был нефракционным членом президиума, в 1906 году примкнул к меньшевикам, состоял членом Пересыпского районного комитета Одесской организации РСДРП. В 1906—1907 годах учился на математическом отделении в Новороссийском университете, проживал на Большой Арнаутской улице 24, кв. 10. В 1907 году был выслан за границу. Окончил Бернский университет (Швейцария) с присвоением учёной степени доктора математических и философских наук. Там же училась и его жена. До 1911 года жил в Берне и Вене, в 1913 году состоял немецко-французским корреспондентом торгово-промышленного предприятия и имел временную службу в экспортном доме Менделевича в Одессе. Организовал издание легальной социал-демократической (меньшевистской) газеты «Одесский Курьер», в которой печатались его статьи. Его жена в это время работала врачом в Лесном Карамыше Камышинского уезда Саратовской губернии.
В Россию вернулся в 1912, работал в меньшевистских организациях. Некоторое время учился в Новороссийском университете. В апреле 1913 года был вновь арестован в Одессе и 29 августа сослан в Туруханский край, в село Верхне-Имбатское. Переведён под гласный надзор полиции в Красноярск. В феврале 1916 года за организацию забастовки типографских рабочих высылался вновь в Туруханский край, в село Монастырское. В 1916 году порвал с меньшевиками и вступил в РСДРП (б). С лета 1917 года — на пропагандистской работе, в феврале 1918 года был избран членом ЦИК Советов Сибири. Печатался в газете «Красноярский рабочий».
В июле 1918 года на руднике «Юлия» Минусинского уезда был арестован белыми. Содержался как заложник в Красноярской тюрьме. Расстрелян 11 мая 1919 г. в губернской тюрьме вместе с Ольгердом Петерсоном, Ракомблем Менчуком, Иваном Коншиным, Федором Вейманом, Семеном Иофером, Эрнестом Шульцем, Адольфом Перенсоном и Яном Станислауэ в отместку за убийство красными повстанцами старшего унтер-офицера 8 роты 10 чехословацкого полка Вондрашека.

## Память

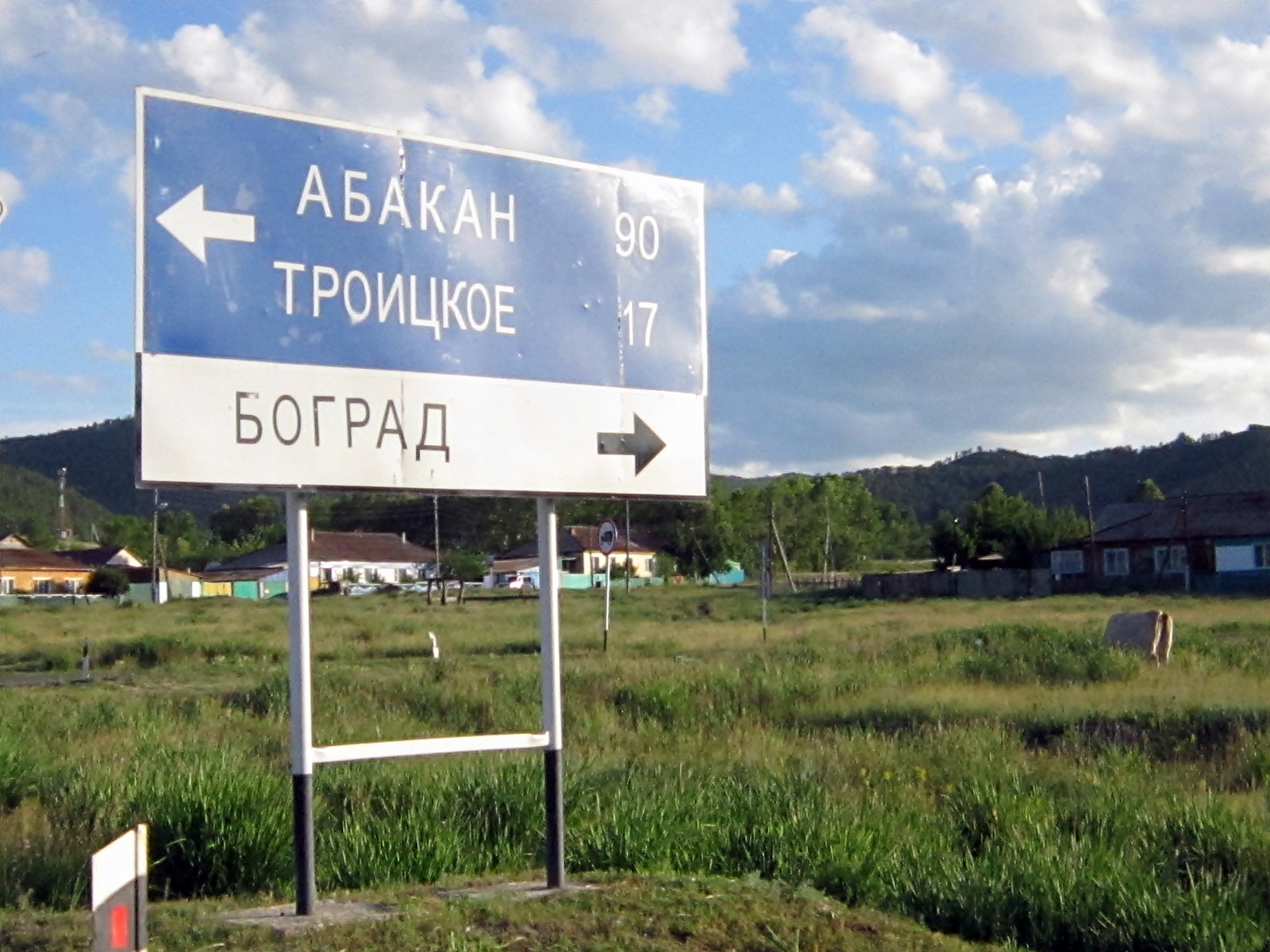
Указатель на въезде в село Боград.

В Республике Хакасия его именем названы село (Боград) и район (Боградский район Хакасии).
Именем Якова Бограда названы улицы в Иркутске (с мая 2016 решением мэра г. Иркутска улице возвращено дореволюционное название — Чудотворская), в Абакане, Зиме, Черемхово, Черногорске, Енисейске, Красноярске, Канске и Улан-Удэ.
Улица Бограда есть в д. Бахте Туруханского района.